# Коппалов, Иван Фёдорович
Иван Фёдорович Коппалов — советский хозяйственный деятель, Герой Социалистического Труда.

## Биография
Родился в 1919 году на территории современной Тверской области. Член КПСС.
В 1937—1940 — машинист экскаватора на строительстве промышленных объектов в Горьком, Дзержинске, Таганроге, Курске, Уфе и Комсомольске-на-Амуре.
В 1940—1942 — машинист экскаватора на строительстве, в 1942—1945 — механик смены, старший механик гаража нефтемаслозавода имени Менделеева в Константиновском Ярославской области.
В 1945—1979 — машинист экскаватора Ярославского управления механизации треста «Строймеханизация» Главверхневолжскстроя Министерства строительства РСФСР.
Указом Президиума Верховного Совета СССР от 11 августа 1966 года присвоено звание Героя Социалистического Труда с вручением ордена Ленина и золотой медали «Серп и Молот».
Делегат XXIII съезда КПСС.
Умер в 1988 году в Ярославле.

## Награды и звания
- Герой Социалистического Труда (11.08.1966)
- Орден Ленина (11.08.1966)